# Cinéma surréaliste
Le cinéma surréaliste est un mouvement cinématographique issu du surréalisme. Il naît, en France, en 1928, avec La Coquille et le Clergyman, moyen métrage réalisé par Germaine Dulac, d'après un scénario d'Antonin Artaud.Toutefois, l'œuvre qui sera immédiatement reconnue et légitimée par les surréalistes est Un chien andalou de Luis Buñuel et Salvador Dalí, dont la première a lieu le 6 juin 1929.
Ces films ont été précédés d'un attrait très fort des membres du surréalisme pour le cinéma, en particulier pour le cinéma expressionniste allemand et pour l’œuvre de Charlie Chaplin.
La période surréaliste au cinéma, envisagée au sens strict, compte finalement peu de films. On y trouve notamment L'Âge d'or de Luis Buñuel, seul film qui fit l'unanimité dans le groupe, mais aussi les films expérimentaux de Man Ray ou Marcel Duchamp. Des films aux esthétiques très proches du surréalisme se font aussi à la marge du mouvement, comme Le Sang d'un poète de Jean Cocteau et plus tardivement les films d'Alejandro Jodorowsky.
Luis Buñuel est généralement considéré comme le maître de ce mouvement, puisqu'il est le seul à s'être revendiqué « surréaliste » durant l'ensemble de sa carrière, et que même ses derniers films sont empreints d'une marque surréaliste (Le Fantôme de la liberté, Le Charme discret de la bourgeoisie).
Cependant, de très nombreux films postérieurs contiennent une influence surréaliste, en s'inspirant du travail du montage ou du thème du rêve présenté dans ces films. Il imprègne entre autres la Nouvelle Vague, le cinéma expérimental, le cinéma fantastique et le cinéma d'animation. Aucune doctrine spécifique et systématique n'ayant été proposée pour qualifier un cinéma surréaliste au sens strict, des critiques comme Ado Kyrou ont préféré parler d'un « surréalisme au cinéma », permettant ainsi d'intégrer les influences nombreuses des théories surréalistes dans cet art.

## L'attrait des surréalistes pour le cinéma

Luis Buñuel, ici photographié par Man Ray en 1929, est considéré comme le maître du cinéma surréaliste.

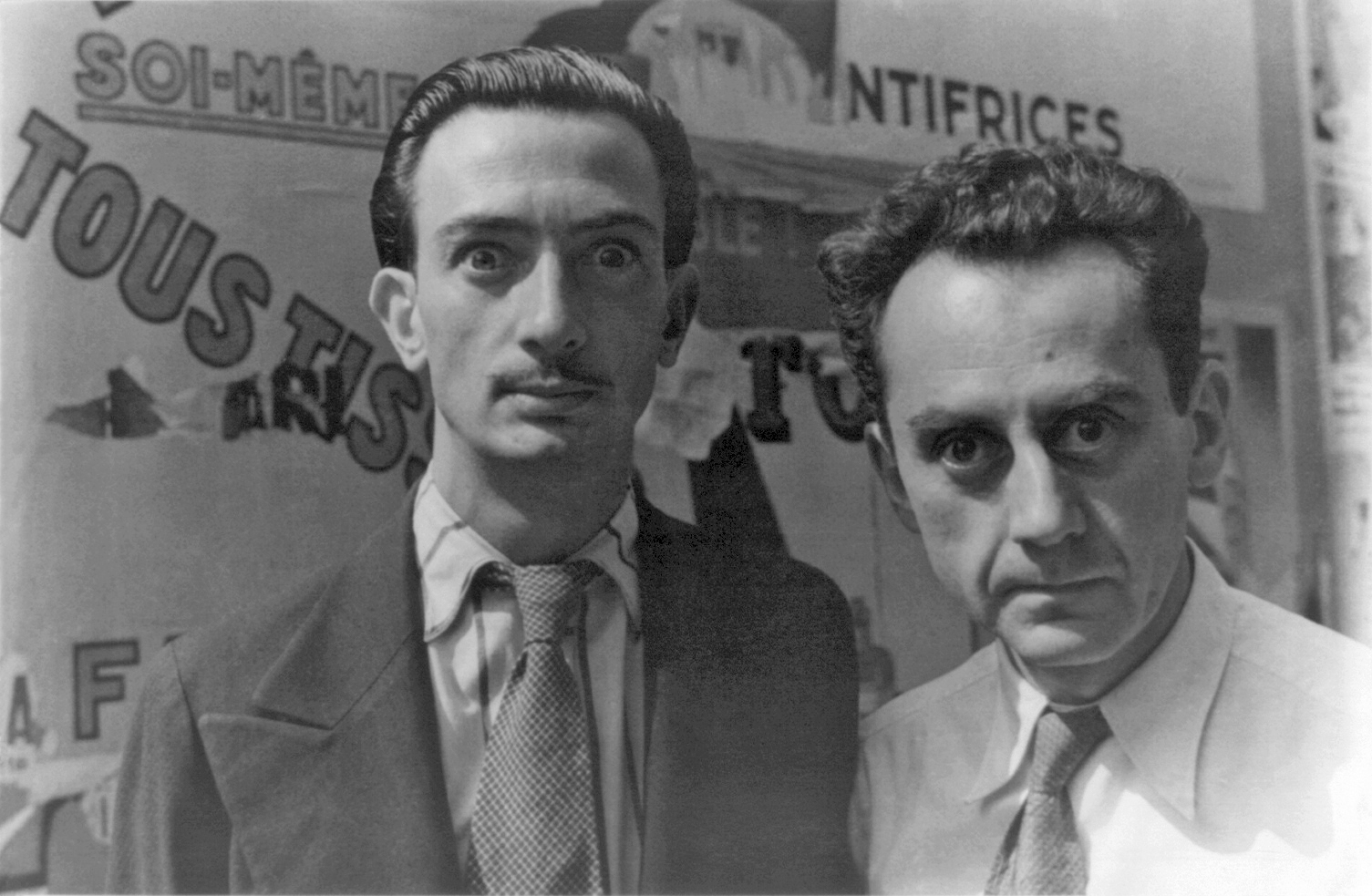
Photographie de Salvador Dali et Man Ray, Paris, 16 juin 1934. Dali collabore à deux des films les plus connus du surréalisme, Un chien andalou et L'Âge d'or. Man Ray, plus connu pour son activité de photographe, réalise également plusieurs films expérimentaux.

Dès dada, les futurs membres du surréalisme s'enthousiasment pour cet art encore relativement nouveau qu'est le cinéma. Selon Ado Kyrou, « le cinéma est d'essence surréaliste » : il permet en effet de détourner la réalité, notamment par le montage associant des éléments disparates. En 1919, Louis Aragon et André Breton s'enthousiasment pour les épisodes Les Vampires de Louis Feuillade. Plus tard, ils s'enthousiasment également pour l'expressionnisme allemand, en particulier Nosferatu le vampire de Friedrich Wilhelm Murnau ou Loulou de Georg Wilhelm Pabst. Ils apprécient également Peter Ibbetson de Henry Hathaway, ou le burlesque américain de Buster Keaton et des Marx Brothers.
Dès 1919, dans sa chronique de la revue Littérature, Philippe Soupault évoque de nombreux films. Il rend notamment compte de son attrait pour Charlie Chaplin. Les surréalistes exprimeront en effet dans plusieurs textes successifs leur attrait pour l’œuvre de Chaplin, pour lequel ils écrivent des poèmes, et dont ils prendront la défense lors de son divorce médiatisé en 1927.
Antonin Artaud est lui-même acteur dans de nombreux films, notamment dans le Napoléon d'Abel Gance ou dans La Passion de Jeanne d'Arc de Carl Theodor Dreyer. Il écrit durant sa vie un total de sept scénarios complets.
Dans la revue Minotaure, Jacques Brunius justifie également l'attrait des surréalistes pour le cinéma par la proximité entre l'expérience du cinéma et l'expérience de l'hypnose.

## Histoire

### Le cinéma expérimental
Lors de la période dada, plusieurs artistes qui seront ensuite membres du surréalisme proposent des œuvres cinématographiques expérimentales. On compte notamment Le Retour à la raison de Man Ray (1923), Entr'acte de René Clair (1924), ou encore Anémic Cinéma, de Marcel Duchamp.
Le film de René Clair, Entr'acte, est à la frontière de plusieurs avant-gardes. Le scénario est écrit par Francis Picabia, la musique est d'Erik Satie, Man Ray et Marcel Duchamp y apparaissent jouant aux échecs. René Clair rapporte que Louis Aragon est venu le féliciter à la suite de l'avant-première, lui indiquant que le groupe surréaliste avait apprécié le film.

### Le cinéma surréaliste au sens strict
Antonin Artaud écrit le scénario du premier film surréaliste, La Coquille et le Clergyman de Germaine Dulac (1927), mais estime ne pas reconnaître son travail dans cette oeuvre, si bien que les surréalistes chahutent la présentation du film au studio des Ursulines.
Le seul réalisateur qui garde durant toute sa vie l'étiquette « surréaliste » est Luis Buñuel. Un Chien andalou, réalisé avec Salvador Dalí en 1929, est salué par le groupe surréaliste. L'année suivante, la censure de son film L'Âge d'or entraîne la constitution d'un fort bloc surréaliste derrière elle. C'est sans doute le seul film qui ait fait l'unanimité dans le groupe,.
Le Sang d'un poète (1930) de Jean Cocteau est souvent classé parmi les films surréalistes, à cause de ses aspects oniriques et son non-respect de la vraisemblance. Cependant, Cocteau n'était pas membre du surréalisme, et son esthétique a été récusée par Antonin Artaud comme « métaphysique » et opposée au rapport que les surréalistes entretiennent à l'objet.
Moins connu est le réalisateur Humphrey Jennings. Celui-ci participa tout d'abord en tant que peintre aux expositions surréalistes, notamment en 1936. Il se tourne par la suite vers le cinéma. Dans plusieurs de ses films, comme Birth Of A Robot, il s'inspire de la peinture surréaliste.

## Les caractéristiques

### Proximité avec le cinéma expressionniste
Les membres du surréalisme, en particulier André Breton, Louis Aragon et Philippe Soupault, ont très tôt apprécié le cinéma expressionniste. Le critique Ado Kyrou note une proximité entre le cinéma surréaliste et le cinéma expressionniste, du fait d'une « volonté forcenée de rejeter le manifeste pour s'occuper du contenu latent des décors et des événements, attrait de l'insolite, toute-puissance du rêve, magnétisme des objets les plus communs, recherche des formes inconnues de l'homme, automatisme de la pensée qui dans des cas de tension révèle le vrai visage de la vie ».

### Le thème du rêve et de la folie
Les films surréalistes s'inspirent de la psychanalyse et de Freud. Les visions oniriques que mettent en scène ces films sont le résultat de l'écriture automatique chère et propre aux surréalistes. Dans beaucoup de ces films, rêve et réalité se mélangent, si bien qu'on ne sait plus quelle image est « réelle » et quelle image appartient au rêve d'un personnage. C'est ce qui fait que des films comme Mulholland Drive de David Lynch ou Perfect Blue de Satoshi Kon sont parfois qualifiés de « surréalistes ». C'est parfois la folie qui vient s'ajouter au thème du rêve : les images vus à l'écran sont des images perçues par un personnage en état de folie, si bien que le spectateur ne peut plus savoir quelle « réalité » sous-jacente il faut y déceler ou non.

### Déconstruction de la vraisemblance psychologique et narrative
Les films surréalistes échappent à toute logique narrative (ils ne se reposent pas sur une histoire proprement dite) et ne s'inscrivent pas dans un contexte réaliste dans lequel objets et personnages ne relèvent certes pas de l'abstraction mais sont difficiles à situer dans un espace-temps précis. Les surréalistes cherchent, par le cinéma, à représenter le fonctionnement réel de la pensée, pour cela ils font appel au rêve et au monde spirituel.

### Dans le cinéma d'animation
Le surréalisme sera présent dans le cinéma tchèque et polonais des années 1960, notamment dans le cinéma d'animation, celui, entre autres, de Walerian Borowczyk ou de Jan Švankmajer.

## Influences du surréalisme et du dadaïsme

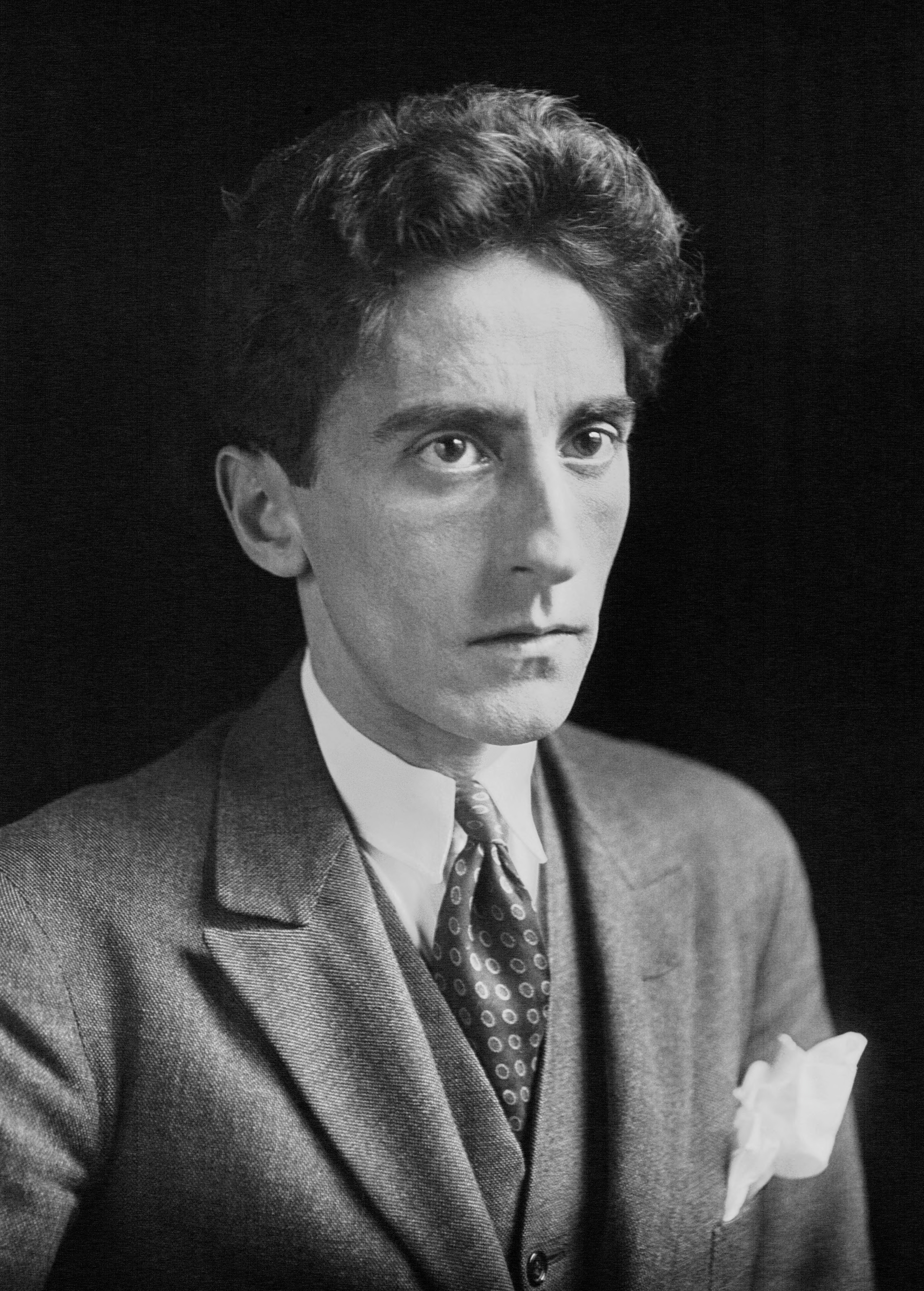
Jean Cocteau, ici photographié en 1923. Bien que son auteur se situe en marge du mouvement surréaliste, son film Le Sang d'un poète répond à la plupart des codes du cinéma surréaliste.

### Avant-guerre
Plusieurs films ont un « contenu surréaliste » tout en ayant été tourné hors du groupe surréaliste, et ce dès avant la Seconde guerre mondiale. On peut ainsi citer La Chute de la maison Usher de Jean Epstein, Le Sang d'un poète de Jean Cocteau ou La Règle du Jeu de Jean Renoir.

### Dans le cinéma expérimental
Les courts-métrage expérimentaux issus du dadaïsme et du surréalisme (comme Le Retour à la raison, de Man Ray, 1923 ; Entr'acte de René Clair, 1924 ; Anémic Cinéma, de Marcel Duchamp, 1925) auront une grande influence, à partir des années 1950, sur un grand nombre de courants du cinéma expérimental  : le cinéma lettriste, celui issu de Fluxus, du Found footage, ou, encore, le cinéma structurel. Dans ces courants esthétiques, la forme prend le pas sur le contenu. La forme devient le contenu. Ils s'inspirent donc des ruptures de montage et des provocations des époques dada et surréaliste.

### L'influence diffuse

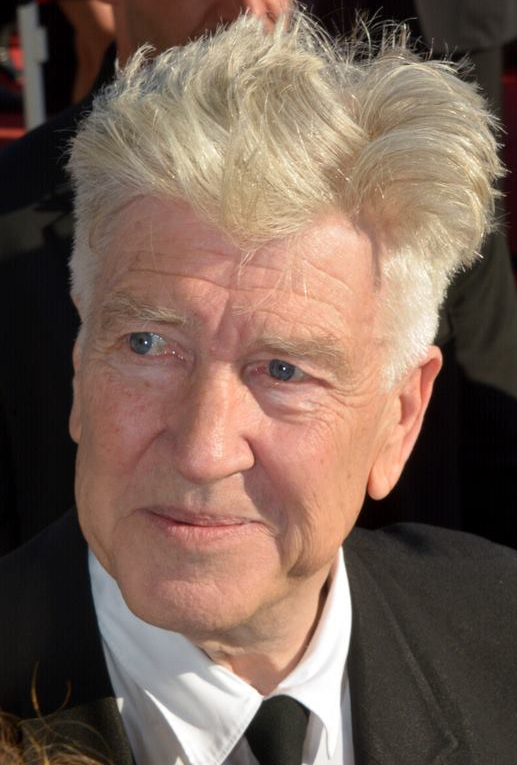
L'influence du surréalisme sur l’œuvre de David Lynch, ici photographié au Festival de Cannes de 2017, a été notée par de nombreux critiques.

Passée la période historique des années 1920 et 1930, on ne peut parler de cinéma surréaliste au sens propre (ou fort) du terme, tant les films qui s’en réclament, ou s’y référent (ou que l’on catalogue comme tels), sont hétérogènes et hybrides. On note que ce sont surtout dans des œuvres de fiction (narrative ou dysnarrative) que l’on peut trouver des héritages, avoués ou non, du surréalisme, car c’est un courant de pensée qui travaille sur l’inconscient, le rêve, la psyché : notamment chez Federico Fellini, David Lynch, Alain Robbe-Grillet, Shūji Terayama, Terry Gilliam, Raoul Ruiz ou encore Wojciech Has.
Deux cas particuliers sont à noter. Tout d'abord, celui de Luis Bunuel qui toute sa vie se revendiquera cinéaste surréaliste, même si certains de ses films, par exemple Nazarín, sont plus classiques. L'autre cas est celui d'Alejandro Jodorowsky, qui a appartenu au groupe surréaliste au début des années 1960, avant d'entrer en rupture avec lui en formant le groupe Panique. Ses films gardent néanmoins une très grande proximité avec le surréalisme, dont ils partagent la quasi totalité des caractéristiques,.
Des genres entiers, comme le cinéma fantastique, peuvent, à un niveau ou à un autre, en relever. Les influences du surréalisme sont, également, présentes dans le cinéma d'animation, celui des Pays de l'Est, mais, aussi, chez  Tex Avery, et d'autres. Ainsi, l'humour absurde des Marx Brothers y est parfois associé.

## Liste de films

### Films dadas
- 1923 : Le Retour à la raison de Man Ray
- 1924 : Entr'acte de René Clair
- 1925 : Anemic Cinema de Marcel Duchamp

### Films surréalistes
- 1926 : Emak-Bakia, cinépoème de Man Ray
- 1928 : L'Étoile de mer de Man Ray
- 1928 : La Coquille et le Clergyman de Germaine Dulac
- 1929 : Un chien andalou de Luis Buñuel et Salvador Dalí
- 1929 : Les Mystères du château de Dé de Man Ray
- 1930 : L'Âge d'or de Luis Buñuel
- 1957 : La Cravate d'Alejandro Jodorowsky
- 1967 : Fando et Lis d'Alejandro Jodorowsky
- 1969 : La Voie lactée de Luis Buñuel
- 1970 : El topo d'Alejandro Jodorowsky
- 1972 : Le Charme discret de la bourgeoisie de Luis Buñuel
- 1973 : La Montagne sacrée d'Alejandro Jodorowsky
- 1974 : Le Fantôme de la liberté de Luis Buñuel
- 1977 : Cet obscur objet du désir de Luis Buñuel

### Films aux influences surréalistes
- 1930 : Le Sang d'un poète de Jean Cocteau
- 1943 : Meshes of the Afternoon de Maya Deren et Alexander Hammid
- 1945 : La Maison du docteur Edwardes d'Alfred Hitchcock (la séquence du rêve de Gregory Peck dont les décors ont été peints par Salvador Dalí même, s'inspirant de son travail sur l’œil pour Un chien Andalou)
- 1946 : La Belle et la Bête de Jean Cocteau
- 1950 : Orphée de Jean Cocteau
- 1959 : L'imitation du cinéma de Marcel Mariën in Réseau social de partage
- 1962 : La Poupée de Jacques Baratier
- 1963 : Huit et demi de Federico Fellini
- 1965 : Juliette des esprits de Federico Fellini
- 1968 : Le Viol du vampire de Jean Rollin
- 1968 : The Alphabet de David Lynch
- 1970 : The Grandmother de David Lynch
- 1971 : L'Empereur Jus de tomate de Shūji Terayama
- 1971 : Le Frisson des vampires  de Jean Rollin
- 1973 : J'irai comme un cheval fou de Fernando Arrabal
- 1974 : The Amputee de David Lynch
- 1974 : Cache-cache pastoral de Shūji Terayama
- 1975 : Monty Python : Sacré Graal ! de Terry Gilliam
- 1976 : Eraserhead de David Lynch
- 1976 : Jabberwocky de Terry Gilliam
- 1979 : Fascination de Jean Rollin
- 1980 : Le Manège de Marc Caro et Jean-Pierre Jeunet
- 1980 : Au-delà du réel de Ken Russell
- 1985 : Brazil de Terry Gilliam
- 1986 : Blue Velvet de David Lynch
- 1988 : Alice de Jan Švankmajer
- 1989 : Marquis  de Henri Xhonneux, scénario de Roland Topor
- 1989 : Tetsuo de Shinya Tsukamoto
- 1990 : Sailor et Lula de David Lynch
- 1995 : Trois Vies et une seule mort de Raoul Ruiz
- 1997 : Las Vegas Parano de Terry Gilliam
- 1999 : Dead or Alive de Takashi Miike
- 1999 : Lost Highway de David Lynch
- 2001 : Mulholland Drive de David Lynch
- 2002 : Arzach de Moebius
- 2002 : Darkened Room de David Lynch
- 2003 : Destino de Dominique Monféry, d'après un projet inabouti, initié en 1946, par  Walt Disney et Salvador Dalí.
- 2003 : Doppelherz de Marilyn Manson (court-métrage)
- 2004 : Aaltra de Benoît Delépine et Gustave Kervern
- 2005 : Les Frères Grimm de Terry Gilliam
- 2005 : KO Kid de Marc Caro
- 2006 : Taxidermie de György Pálfi
- 2007 : Inland Empire de David Lynch
- 2010 : Maximum Shame de Carlos Atanes
- 2010 : Rubber de Quentin Dupieux
- 2012 : Wrong de Quentin Dupieux
- 2014 : Wrong Cops de Quentin Dupieux
- 2015 : Lemniscata de Luis E. Froiz
- 2015 : Réalité de Quentin Dupieux
- 2018 : Au poste ! de Quentin Dupieux
- 2019 : Le Daim de Quentin Dupieux
- 2020 : Vivarium de Lorcan Finnegan
- 2024 : Alter Ego Film Project de Carlos Atanes, Cléa Van Der Grijn, Daniel Zander, Anna Schnabel et Tristan Dartois